# 6-й армейский корпус (вермахт)
6-й армейский корпус (нем. VI. Armeekorps), сформирован 26 августа 1939 года (штаб корпуса был создан весной 1935 года).

## Боевой путь корпуса
В 1939 году дислоцирован на западной границе Германии.
В мае-июне 1940 года — участие в захвате Бельгии и Франции.
С 22 июня 1941 года — участие в германо-советской войне в составе группы армий «Центр». Начал наступление на восток в составе 3-й танковой группы в Литве, затем переподчинён штабу 9-й армии. В июле 1941 года участвовал в захвате Полоцка, затем в Смоленском сражении и наступлении на Москву.
В 1942 году — бои в районе Ржева.
30 июля 1942 года началось наступление 30-й армии Калининского фронта в ходе Ржевско-Сычёвской стратегической наступательной операции. К концу первого дня наступления войска советской 30-й армии прорвали оборону 256-й и 87-й пехотных дивизий 6-го армейского корпуса на фронте в 9 километров и на глубину 6-7 километров.
В 1943 — отступление из района Ржева в район Витебска.
В 1944 — отступление с боями из Белоруссии в Восточную Пруссию. Корпус полностью разгромлен. В течение нескольких дней командир корпуса и по крайней мере 2 командира дивизий были убиты, один командир дивизии взят в плен. Большая часть из 40-50 тысяч военнослужащих убиты или взяты в плен.
В 1945 — бои в Восточной Пруссии.

## Состав корпуса
|  | В мае 1940: - 15-я пехотная дивизия - 205-я пехотная дивизия В июне 1941: - 6-я пехотная дивизия - 26-я пехотная дивизия В январе 1942: - 6-я пехотная дивизия - 26-я пехотная дивизия - 110-я пехотная дивизия - 161-я пехотная дивизия |  | В декабре 1942: - 197-я пехотная дивизия - 205-я пехотная дивизия - 330-я пехотная дивизия В июне 1944: - 14-я моторизованная дивизия - 197-я пехотная дивизия - 256-я пехотная дивизия - 299-я пехотная дивизия |  | В марте 1945: - 18-я моторизованная дивизия - 61-я пехотная дивизия - 131-я пехотная дивизия |

## Командующие корпусом
- С 26 августа 1939 — генерал инженерных войск Отто-Вильгельм Фёрстер
- С 1 января 1942 — генерал пехоты Бруно Билер
- С 1 ноября 1942 — генерал пехоты Ханс Йордан
- С 20 мая 1944 — генерал пехоты Георг Пфайффер
- С 28 июня 1944 — генерал артиллерии Хельмут Вайдлинг
- С 11 августа 1944 — генерал пехоты Хорст Гроссман